# グローバル・ポジショニング・システム

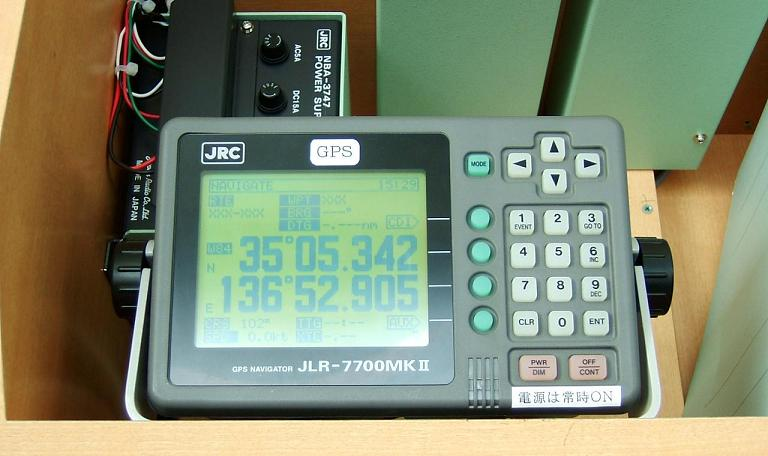
船舶用GPS受信機

グローバル・ポジショニング・システム（英語: Global Positioning System, Global Positioning Satellite, GPS、全地球測位システム）とは、アメリカ合衆国によって運用される全地球測位衛星システム（地球上の現在位置を測定するためのシステムのこと）を指す。
ロラン-C（Loran-C: Long Range Navigation C）システムの後継にあたる。
アメリカ合衆国が打ち上げた約30個のGPS衛星のうち、上空にある数個の衛星からの信号をGPS受信機で受け取り、受信者が自身の現在位置を知るシステムである。
1973年にアメリカ国防総省の軍事プロジェクトとして開始され、最初の試験衛星は1978年に打ち上げられた。元来その利用は軍事用途に制限されていたが、1983年の大韓航空機撃墜事件発生後、民間機の安全な航行のため民間利用にGPSを開放する事がレーガン大統領により表明された。その後、民生運用に足る精度を満たした「初期運用宣言」は1993年に、軍事運用可能な精度を満たした「完全運用宣言」は1995年に成された。
GPSは地上局を利用するロラン(LORAN)-Cと異なり、受信機の上部を遮られない限り、地形の影響を受けて受信不能に陥る事が少ない。
GPS衛星からの信号には、衛星に搭載された原子時計からの時刻のデータ、衛星の天体暦（軌道）の情報などが含まれている。受信機はGPS衛星からの電波を受信し、その発信時刻を測定し、発信と受信との時刻差に、電波の伝播速度（光速）を掛けることによって、その衛星からの距離がわかる。受信機座標（3次元空間上の点）はこれらから求められる。
ただし多くのGPS受信機に搭載されている時計では正確さが不足し、そのままでは受信時刻値は不正確となる。そこで、多くの受信機の測位計算では、4つ以上のGPS衛星からの電波を受信し、受信機座標に加え受信時刻も未知数とする形で求める。
GPS衛星は約20,000kmの高度を一周約12時間で動く準同期衛星であり、静止衛星などの同期衛星ではない。いくつかの軌道上に打ち上げられた30個ほどの衛星コンステレーションで地球上の全域をカバーできる。また中地球軌道なので信号の送信電力としても有利であり、ある地域からみても刻々と配置が変化するため、全地球上で誤差を平均化できる（地域によってはカバーする衛星の個数が常に少ない場合もある）。

## 原理

### 3次元測位
慣性系を仮定すると、光速{\displaystyle c}は一定である（{\displaystyle c}=2.99792458 × 108 m/s）。
GPS衛星と受信機がともに正確とみなせる時計をもっていれば、GPS衛星{\displaystyle i}からの信号送信時刻（受信機測定から得る）{\displaystyle T_{i}}と受信時刻{\displaystyle t}の差にcを掛け、伝播距離が得られる。
{\displaystyle c\,\left(T_{i}-t\right)}
したがってGPS衛星{\displaystyle i}の位置を座標 ({\displaystyle X_{i},Y_{i},Z_{i}})、受信機の位置を ({\displaystyle x,y,z}) とすると、伝播距離は下記の関係式を満たす。
{\displaystyle c^{2}\left(T_{i}-t\right)^{2}=\left(X_{i}-x\right)^{2}+\left(Y_{i}-y\right)^{2}+\left(Z_{i}-z\right)^{2}}
なおGPS衛星の位置を得るには、受信データに重畳された航法メッセージ信号を復調し、送信時刻{\displaystyle T_{i}}と組み合わせて求める。
受信時刻{\displaystyle t}はGPS受信機の時計の値であり、もしそれが正確ならば、受信機の位置である三つの変数（未知数）{\displaystyle x,y,z}を得るために、意味が異なる最低三本の連立方程式があれば良い。
しかしGPS受信機の時計はそれほど正確ではなく、受信時刻{\displaystyle t}も未知数とする必要がある。4つの未知数({\displaystyle x,y,z,t})を求めるためには、4つ以上の衛星から受信することが必要となる。

### 送信信号
GPS衛星は複数の測距コード(疑似雑音系列）と航法データを二位相偏移変調 (BPSK)を用いて同時に送信している。同じ周波数を用いる衛星同士はそれぞれ異なる測距コードを用いることで識別する。言い換えると、GPSは衛星ごとに直接スペクトラム拡散における異なる拡散符号（測距コード）を適用することによって1つの周波数帯で複数の通信を行う符号分割多元接続を用いている。
このため、FMやAM変調などに比べて広いバンド幅で低電力で送信でき、秘話性（擬似雑音系列がわからなければデータを復調できない）や秘匿性（白色雑音と区別がつかないため送信していること自体がわからない）、同一バンドを異なる擬似雑音系列で多重利用できることなどの特徴がある。
擬似雑音系列の開始位置の時刻を定めておけば、復調時に精度よく送出時刻を知ることができることも特徴のひとつで、測距の基礎となっている。
GPSではこれらの特徴を活かして測位とデータ（天体暦（軌道）の情報などが含まれる）の送信を同時に行っている。
GPS衛星からのL1電波（1.57542GHz）には公表されているC/Aコードを擬似雑音系列に用いた信号と、公表されていない擬似雑音系列であるP（Y）コードの2種類の信号が載せられている。P（Y）コードは軍事目的を想定しており、系列の生成多項式の次数が大きい（擬似雑音系列が一巡するのに長時間かかる）ため、精度は非常に高く（16cm程度）、ミサイルや誘導爆弾の誘導に用いられている。
民間利用が許されている暗号化されていないC/Aコードのデータを用いると、95%以上の確率で正確な緯度経度から10m以内の座標が得られる程度の精度となる。これは短時間での精度であり、長期間受信し続けることにより精密な測量も可能である。

### 測位法
GPSの測位方法は、コード（搬送波の変調）に基づく方法（コード測位方式）と、搬送波の位相に基づく方法（搬送波測位方式）に分けられる。一般にはコード測位が用いられているが、精密測位には搬送波測位が用いられる。
単独測位コード測位。誤差10m程度（民生用）。
DGPS(ディファレンシャルGPS)

Differential GPS（相対測位方式）。コード測位。測位対象となる移動局のほかに、位置のわかっている基地局でもGPS電波を受信し、誤差を消去する方法。基地局で生成された補正情報を送信し、移動局で受信すれば、実時間でDGPSの補正処理を行うことができる。誤差数m。日本国内では海上保安庁の中波ビーコンにより補正情報が送信されていたが、「GPS精度の向上」、「衛星等による別の補正システムの運用開始」、「2019年（平成31年）4月7日に発生するロールオーバー（後述の『1999年8月21日問題』を参照）による信頼性が保証できない」を理由として、2019年（平成31年）3月1日正午をもって廃止となった。
ネットワークRTK測位
Real Time Kinematic GPS。干渉測位方式。DGPSと同様に、電子基準点から受信する電波の位相差を計測し、測位計算。測位時間1分以下、誤差数cmが可能。測量地点では、基準受信機を参照基準点（既知）に設置し、（複数の）移動受信機で測位。
高速スタティック測位干渉測位方式。測量地点で、複数のアンテナを固定設置し、測位時間30分以下、誤差1cm以下が可能。
VRS測位
Virtual Reference Station RTK-GPS。RTK測位の弱点（初期待ち時間、複数の受信機が必要、移動範囲が限定、電子基準点から電波が届かない等）を改良。仮想基準点方式。複数の電子基準点と通信回線を結ぶVRSセンターがあり、測量地点では、1つの移動受信機から得られるデータを、携帯電話等によりVRSセンターと送受信し（データを持ち帰り後日計算も可能）、RTK測位を実施。

## 精度
GPS受信機の測位精度には、原理的な誤差による要因・人為的要因などさまざまな要因がある。ここではその他の不具合も含め列挙する。
下記のうち誤差要因については、GPS受信機である程度推定し表示することができる。GPS受信機がある円内にいる確率が50%以上であるところの円を、CEP（Circular Error Probability）とよぶ。地図を表示する場合は、この円も同時に表示し利用者への参考としているものが多い。
また、基本的にGPSでの測位は平面座標に比べて高度の計算精度に誤差が大きい。

### 電波伝播経路の特性
GPS衛星からGPS受信機まで電波が達する経路では、電離圏や対流圏での電波特性の変化により、若干の電波伝播速度の遅延が生じる場合がある。これによって、計算で定めたはずの空間上の一点の信頼性が損なわれる。一般的に受信機からみてGPS衛星が低仰角の場合、この誤差は増加する傾向がある。これは大気中を電波が伝播するときの遅延による影響が、高仰角（薄い大気を通過する）よりも低仰角（厚い大気を通過する）で大きいからである。またそもそも低仰角衛星からの信号は減衰が大きい。
このための補正手段として、正確な時計をもち座標のわかっている固定局を設置し、GPS受信データから計算した位置と固定局の位置の差から、精度を上げるなどの仕組み（ディファレンシャルGPS、Differential GPS、DGPS）も確立されている。DGPSの補正信号は、かつてFM放送の利用されていない帯域で送信するシステム（JFN系列の放送局で実施）があり、カーナビなどでの利用には有用であった（1997年5月〜2008年3月）。また、WAASやMSAS（MTSATを利用した日本の運用）では、静止軌道の衛星からDGPSの補正信号を各受信機に送信している（WAAS/MSAS静止衛星自体もGPS衛星同様、測位にも使われる）。
このほか、ビル街や谷山ではマルチパス（ひとつの衛星からひとつの受信機までの電波経路が反射によって多数存在すること。旧アナログテレビ放送におけるゴースト現象同様）により、信号の時間差が生じたりS/N比が低下し、精度が落ちる。

### 受信可能な衛星の個数・配置による影響

GPS衛星の軌道アニメーション（慣性系）。数字は北緯45度（北海道付近）から同時受信可能な衛星数

通常日本（本州）では、理想的に空がひらけている場合、受信可能な衛星は6〜10個程度である。位置の計算に最低必要な4個より多い衛星がみえている場合は、複数の衛星からの情報で測位精度を向上させることができる。それぞれの衛星からの信号強度（S/N比）を観測したりDGPS情報から衛星ごとの信頼度を与え、また4つ組みの取り方をなるべく計算誤差が大きく出ないように取ったり、さらに複数の測位結果の信頼度が低いものを棄却・平均化するなどの方法がとられる。
受信可能な衛星の個数・配置により、電波伝播の誤差が大きく利いてくる場合がある。原理での三脚での喩えを用いると、ある程度伸び縮みする三脚の頭が動く範囲（推定誤差範囲）は、三脚の脚の開き具合によって異なる。計算に用いる衛星のみかけの位置が接近していると、計算に用いる推定誤差が大きくなる（脚を閉じた三脚ではぐらつきが大きい）。また、計算に用いる衛星が一直線に並んでいたりする場合は、ある方向への信頼度が大きく低下する（三脚の脚が縦に並んでいると横方向にぐらつきが大きい）。

### 補助手段による精度の向上
GPSは原理的には最低4つの人工衛星が見えていることが必要であるが、空が開けていない場合などは、補助手段で精度を向上させることも可能である。当初のGPSの仕様に無い現象を使う方法（ドップラーシフトなど）、想定された定数を使う方法（地表や地図上の道路を移動していると仮定する）、他のセンサー類を使う方法（気圧計など）がある。
まず、GPS受信機内部の時計が正確な時刻に校正された後の一定時間は、時刻情報は内部の時計を用いて3つの衛星で3次元の位置を知ることができる（#原理参照）。しかし、もともとその時計が持っている誤差のため、これも数分で信頼できない時刻になってしまう。
また、地球の形が分かっており、地表（あるいは一定の高度）を移動していると考えられる場合、さらに1つの衛星からの距離を省略しても位置は求められる。地球の形（平均海面）は球体ではなく赤道付近が膨らんだ回転楕円体（扁球）であることは知られているが、これをよく近似した3次元曲面（WGS84など）を多くのGPS受信機がデータとして持っている。
さらに受信機のドップラーシフトを観測すると、C/A信号の1ビット送信時間未満の距離の観測もできる。衛星と受信機の距離が接近または乖離している場合、ドップラー効果により受信周波数の上昇または低下（これは信号の位相変化として観測される）がおきる。これを用いれば、受信機が等速直線運動しかしていないか、それ以外の方向に動いたかも推定できる（1つないし2つの衛星からの信号でもある程度の位置は推定できる）。なお長時間の位相観測によりC/A信号の精度限界以上に精度を上げる方法は、測地用のGPS受信機などでも用いられている。
またカーナビやスマートフォンなどでは、GPSで定期的に位置を決定し、ジャイロ・加速度センサから得られる情報で、自律位置推定している物もある。この場合GPS信号を受信できない状態（トンネル内に入ったとき）も、ある程度の位置は分かる。航空機の慣性航法装置と同様であるが、精度は低いため、複雑な移動や時間経過によって位置の信頼性は落ちる。
現在高度の情報が要求される登山用のGPS受信機では、気圧高度計で高度方向の位置推定の補助手段としたり、磁気コンパスを併用するものもある。空間の (x, y, z) 方向の誤差は均等であるが、前述のようにGPS受信機の多くは地表に沿って動くことを想定しており、地表に沿った方向の位置推定の精度を上げる代わりに高度方向の位置推定を犠牲にしているためである。詳細な地形図情報とGPS信号を組み合わせて現在高度を求めるものもあるが、階層には対応できない。
モバイル機器に搭載のGPSでは、携帯電話の基地局の位置情報（精度数百m〜数km程度）を補助情報として用いることができる。このため初期捕捉を速くしたり、高速移動時に衛星を見失わないための補助手段とすることができる。他にネットワーク通信を利用して、位置演算やGPS情報等を補正し高速化を図っている。（補助GPS）
GIS情報を補助手段として用いる場合もある。カーナビでは地図を搭載しているため、道路情報と照らし合わせることで誤差を修正しているものもある（車は道路以外を走れない・水面を走れない、などという制約を利用している）。

### 測地系
GPS受信機に経緯度を直接入力してナビゲーションする場合、測地系を整合させる必要がある。（例えば、WGS84もしくは日本測地系を選択）

### 原子時計の遅れ
受信機側での信号処理には、さまざまな要因によるものが含まれるが、高速で運動するGPS衛星の運動による発振信号の時間の遅れと、地球の重力場による時間の遅れである。後者は、衛星軌道の擾乱や信号到達距離の湾曲、発振信号の時間の遅れなどを引き起こす。
地上の時計は、GPS衛星の時計よりわずかに遅れるので、GPS衛星の時計は、これを補正するため遅く進むように設計 されている。この時間の遅れは相対論効果を考慮した計算結果と高い精度で一致しており、身近な相対性理論効果の実証の一つとして挙げられる。

### GPSの日時情報

#### 閏秒によるずれ
GPS時刻（GPSの基準時刻系）はUTCの1980年1月6日午前0時（TAI−19秒）を開始時刻（基準）とし、その後は、UTCのような閏秒調整は施されない。したがって、現在、GPS時刻はUTCから18秒進んでいる（2020年1月現在）。
しかし、このGPS時刻とUTCとの差はGPS信号の中に含まれているため、受信機ではこの差を補正してUTC時刻を出力することができる。このUTCとのオフセット信号は255（8ビット）の値まで持てるため現状の閏秒挿入のペースであれば2300年頃まで問題ないと考えられる。

#### 週データのロールオーバー問題（19.6年問題[5]）
GPS時刻では日時を、起点から○週○秒経過と、「週」と「秒」だけで表現する。この「週」データが10ビットで管理されているため、1023までしかカウントできず、1024週目は0に戻る。
そのため、0週目で経過秒数が0秒の場合、これが1980年1月6日なのか1999年8月22日なのか2019年4月7日なのかをGPSデータだけでは区別することができず、受信機側で適切に解釈しなければいけない。ソフトウェアの更新で対応されることもあるが、10年以上前の製品に対しては更新が提供されないことも多く、約20年前の日付に戻ってしまうことを回避する手段がない場合もある。
1999年8月21日問題
GPS時計の周期開始日である1980年1月6日から1024週後の1999年8月21日0時（JSTでは1999年8月22日午前9時）が初めてロールオーバーが発生した日である。
日本国内では、一部のカーナビゲーションシステム製品が起動できなくなるなどの問題が発生した。
2019年4月7日問題
2度目にGPSの週の積算が0になったのは、起点から2048週間後の2019年4月6日23時59分42秒 (UTC)であった(正時ではないのは閏秒の影響) 。翌7日、日本航空のボーイング787型機の日付表示にトラブルが発生し、確認のため1便が欠航、2便が遅延した。
2038年11月21日問題
3度目に発生するのは、起点から3072週経過する2038年11月21日の予定である。（閏秒の影響により正確な時刻は未定）

##### ロールオーバー問題の解消へ
将来は、GPSの衛星システムを更新する「GPS近代化」により週データに13ビット割り当てられるようになり、ロールオーバーの発生は8192週（約157.5年）に1回に改善される。この場合、最初のロールオーバーは2137年1月6日頃の予定である。（閏秒の影響により正確な時刻は未定）

### 安全保障輸出管理
対共産圏輸出統制委員会（ココム）規制の名残で高度18,000 m (59,000 ft)以上、速度1,900 km/h以上では大陸間弾道ミサイルのような用途への搭載を防ぐために使用できない。
また、慣性航法装置を複合したGPS端末には規制がある。
近年では、ワッセナー・アレンジメントがココム規制を継承している。
ただし、専用チップを用いずソフトウェア無線、FPGAやオープンソースのプログラムを用いる機器も製作・販売されており、これらの機器を使用することで規制を回避できる。例として、GNSS-SDRやRTKLIBといったオープンソース・ソフトウェアがあり、地デジ用USBチューナを使って取得したGPS信号をパソコン上で解析して測位することさえ可能である。
中国Quectel社製のGPSモジュールはballoon modeとして高度80kmまでサポートするなど、高高度気球に使えるモジュールもいくつか存在する。

### 人為的に加えられた誤差とその解除
1990年から2000年までは、アメリカ軍の軍事上の理由（敵軍に利用されることを防止する）で、C/Aコードにおいて民間GPS向けのデータに対して、故意に誤差データを加える操作（Selective Availability、略称 SA）が行われ、精度が100m程度に落とされていた。
SAが加えられていた時から、既にGPSは民生用として有用であることが知られていたため、2000年5月2日4時5分（協定世界時）から、アメリカ合衆国大統領ビル・クリントンは「GPS技術を広く役立てて欲しい」という主旨で、これを解除した。競合技術であるガリレオ（EUが主体となって推進している）が提案された理由のひとつに、GPSのSAによる誤差により、民生用で精度が上がらないということがあるが、これに対して優位を保ち続け、イニシアチブを取るというアメリカ合衆国連邦政府の意図も含まれている。また民間GPS機器の軍事転用により、調達コストを抑える目的もあると見られている。SA解除以降は、民間GPSでもC/Aコードの技術的な限界までの精度が得られるようになっている。
2000年以降は、米国の政策上の必要に応じて、有事があった際に特定地域で精度低下の措置がとられる可能性があるとされていた。しかし、ジョージ・W・ブッシュとアメリカ国防総省は2007年9月18日に、次世代GPS（GPS III）にはSA機能を搭載しない（正確には、「SAを持つ衛星を調達しない」）との大統領令を発表した。したがって、この決定が将来覆されない限り、SAの操作は永久に実施されないこととなった。
多くの天文観測設備では、天体追尾にGPSに同期させることで補正するクォーツ時計やルビジウム時計を用いている。このため、アメリカ合衆国が秘密裏にSAを加えようとしても、少なくともSAが加えられたこと自体はエラーとして検出される。

## 精度の比較
| システム                     | 95%の精度 (横方向/垂直方向) | 詳細 |
| ---------------------------- | --------------------------- | --- |
| LORAN-C 仕様                 | 460 m / 460 m               | LORAN-Cシステムの指定された最低の精度。 |
| 距離測定装置 (DME) 仕様      | 185 m (直線)                | DMEは、無線通信により航空機と地上局との直線距離を航空機から測定する装置。 |
| GPS仕様                      | 100 m / 150 m               | Selective Availability (SA) オプションがオンになっているGPSシステムの指定精度。SAは2000年5月2日に解除された。 |
| LORAN-C 測定された再現性     | 50 m / 50 m                 | アメリカ沿岸警備隊は、時差モードで50メートルの「位置に戻る」精度を報告。 |
| ディファレンシャルGPS(DGPS)  | 10 m / 10 m                 | ディファレンシャルGPS (DGPS) 最低精度。アメリカ合衆国運輸省とアメリカ国防総省が共同で発表した2001年の連邦無線ナビゲーションシステム（FRS）レポートによると、精度は施設からの距離によって低下し、1m未満の場合もあるが、通常は10m未満の精度。 |
| eLORAN再現性                 | 8 m / 8 m                   | 利用可能なすべての信号とHフィールドアンテナを同時に使用し報告された精度。 |
| 広域増強システム(WAAS)仕様   | 7.6 m / 7.6 m               | 高精度アプローチで使用するためにWAASが提供しなければならない最低の精度。 |
| GPS測定                      | 2.5 m / 4.7 m               | 連邦航空局（FAA）のNational Satellite Test Bed(NSTB)の調査結果に基づいて、Selective Availability (SA) をオフにした状態でのシステムの実際の測定精度(受信機エラーを除く)。                                                                    |
| 広域増強システム(WAAS)測定   | 0.9 m / 1.3 m               | NSTBの調査結果に基づく、システムの実際に測定された精度(受信機エラーを除く)。 |
| 地域増強システム (LAAS) 仕様 |                             | LAASプログラムの目標は、カテゴリーIIIC 機能を提供することで、航空機は「オートランド」システムを利用して視界ゼロで着陸することができ、<1mという非常に高い精度を示す。                                                                        |

## 様々な用途

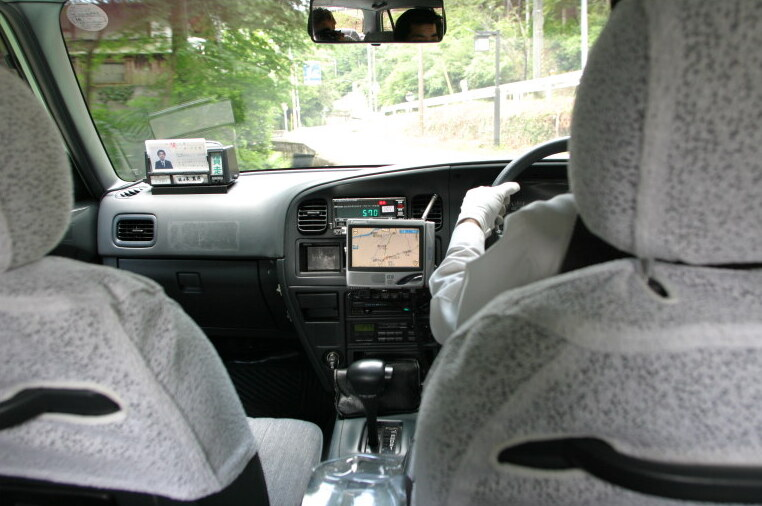
民間利用の一例、タクシーにて。（2004年7月16日京都）

民生用GPS受信機は当初航空機、船舶、測量機器、登山用（携帯型）に利用されてきたが、その後は自動車（カーナビゲーション・システム、以下カーナビ）や携帯電話にも搭載されている。
- カーナビ、歩行ナビゲーション
- レーダー探知機
- 携帯機器
  - ハンドヘルドGPS、腕時計、PSP用GPSレシーバー
  - PDA、携帯電話、スマートフォン、タブレット端末、ノートパソコン
  - デジタルカメラ

### 携帯電話・スマートフォン用

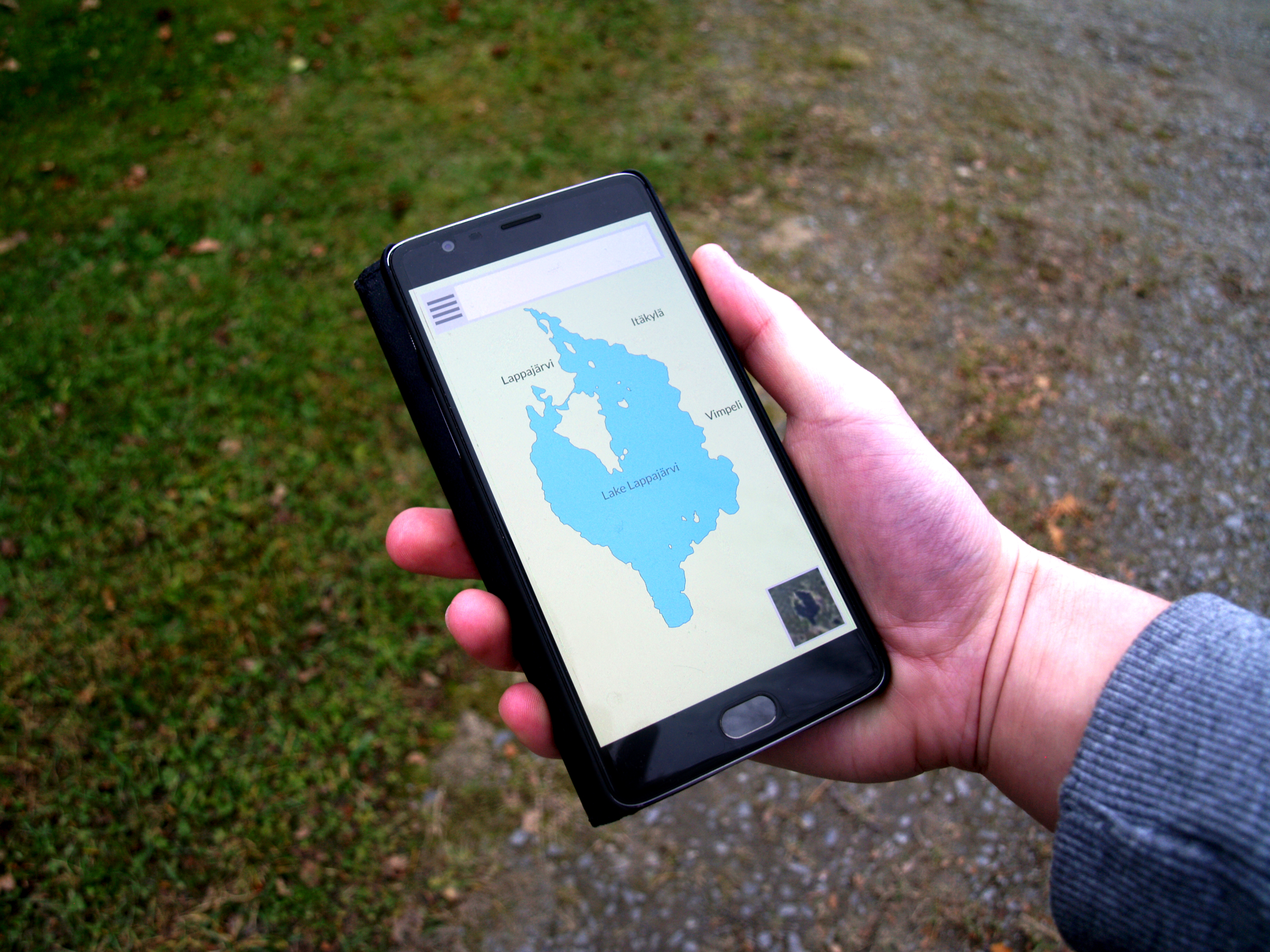
GPSを備えたスマートフォンによるナビゲーション。

2018年現在では、ほぼ全ての携帯電話やスマートフォンにGPSが搭載されている。この種の製品では、地図情報・GIS情報をサーバ側にもつことにより詳細な最新の地図を提供したり現在地周辺の付加サービス を実現している。また情報を送信できないGPSと送受信機である携帯電話を組み合わせ、セキュリティ（児童保護や徘徊老人対策、犯罪者の監視等）への応用も拡がっている。
GPSの測位情報を継続的に記録したトラッキング情報は、ランニング、登山、ツーリング等で活発に活用されている。
デジタルカメラでは、撮影記録と共に画像ファイルのExifフィールドに自動的に撮影地の緯度・経度・時刻などが記録されるものもあり、スマートフォンで撮影した画像も撮影地点を自動で記録しているものがある。
※最初のgps搭載携帯電話はガーミンによって販売された。
現在の携帯電話ではA-GPS（Assisted Global Positioning System）を利用してGPS信号を受信し難い場所でも携帯電話の基地局情報を参考として測位までの時間の短縮を行っているものが多い。GPSチップ・携帯電話搭載のプロセッサの能力が低かった時代は、GPS情報をホストサーバーに送り、緯度・経度・高度情報を携帯端末に送り返してもらうというシステムも存在した。
また、警察、消防へ緊急連絡をした場合、通報を受けた側から発信者へGPS情報の送信を促し、現在位置の早期発見に繋げている。

### 移動機器（車両等）据付型
民間企業や官公庁ではGPS機能用いて人員や車両配備の効率化を図る利用法が進められており、各国の官公庁にもGPSを用いた公務員管理を導入する動きがある。
その他、ノート型のPCやタブレット、携帯ゲーム機をカーナビとして使えるようにするGPSユニットとソフトも発売されている。なお単体のGPSユニットは、測位等はすべてユニット内で完結しており、NMEAなどの標準フォーマットで緯度・経度その他の情報を送り出すものが多い。PCやPDA本体ではこれを受信し、地図ソフトなどと組み合わせてカーナビ同様に使ったり、トラックの記録をすることができる。PCやPDAの接続も、かつてはシリアルポート接続やPCMCIA（PCカード）・CFカード規格が多かったが、現在はBluetoothで測位情報を本体に転送するものもある。

### ゲーム・スポーツ
登山用
山林の中で移動するために、かつては方位磁針と地図で現在地を推察するしかなかったが、GPSはそれを全て解決し、安全性を大きく高めた。
フィールド用
アスリート用に走行距離、ラップ、走行経路のアップダウンなどを表示する、腕時計のような形態の非常に小型の製品も実用化されている（GPS腕時計）。
ジオキャッシング
ジオキャッシングはネット上で公開されたキャッシュ（宝）の緯度・経度とヒントを元にGPSを利用しキャッシュを探すゲームである。当初はGPSのSA解除に伴い、GPSの精度でどのくらい位置を精密に特定できるか、というネットニュース上での問いかけに応じる興味で始まったものである。10年以上・数百万人以上のプレイヤーがいる現在では、類似のハイテク宝探しの元祖として、趣味として確立されている。キャッシュには様々なタイプがあるが、実体があるキャッシュ (物理キャッシュ) の実体は、数ccのチューブ〜数十Lのバケツ以上の大きさの容器 (コンテナ) であり、ログブック (見つけた日時・ジオキャッシングIDを記録する) や交換アイテム (オプション) などが入っている。見つけた人はログブックに記録しオンラインのログにも記録する。
GPS絵画（GPSドローイング）
GPS絵画（GPSドローイング）はGPSロガーで描いた緯度・経度の軌跡により、文字やイラスト等のイメージを制作する行為である。軌跡はGoogle Earthなど地図ソフトウェア上に表示ができる。
パラグライディング競技・パラシューティング競技
これらのスポーツでは、(1) 競技者がGPSを公式な記録として提出することができる、(2) GPSを用いてより良い記録を出すことを目指す、などの利用がなされている。滑空距離や落下位置の正確さを競うこれらの競技では、従来写真による記録や審判員による目視で記録がなされることが多かった。プレイヤーが所有するGPSの記録を提出し、それが改ざんされていないと認められれば、有力な記録の証拠となる。また単体機のGPSレシーバでは、立体的にリアルタイムの移動距離・降下率を計算し、事前に設定した目標へ近づく参考となる機能を備えたものもある。
迷路・ビーストハントなど
ガーミンの単体機GPSレシーバには、GPSを利用したゲームが内蔵されているものがある。ある程度以上広いところでGPSが受信できるならば、実際にプレイヤーが動くことでゲームをプレイする（レシーバが表示した仮想の迷路をプレイヤーが動いて脱出する、など）のゲームを行うことができる。
ゴルフ
GPSゴルフナビゲーションを用い、ゴルファーの現在位置やホール上の特定ポイントまでの距離情報などを得ることができる。
スマートフォン向けゲームアプリ
位置情報ゲームでプレイヤー位置の特定のためにGPSが使われるものがある。主なものとして、Ingress、Pokémon GO（ともにNiantic）、パズドラレーダー（ガンホー）などがある。
位置情報SNS
利用者がGPSで取得した現在位置情報を自ら公開し共有するソーシャル・ネットワーク・サービス。YelpやFoursquareのほか、FacebookやTwitterにも位置情報共有機能が実装されている（位置情報なしで投稿することも可能）。
浮気調査
パートナーの浮気・不倫調査において、携帯に備え付けられたGPS機能を活用し、調査することがある。

### 船舶
船舶にとってGPSは重要な航法支援設備である。航空機同様、陸から離れたら目印をもたない海上において、遭難・衝突や座礁を免れるために、精度の良い航法支援システムを利用することは重要であった。そもそもGPSはロラン-Cに取って代わるためにつくられたシステムである。

### カーナビゲーションシステム
カーナビゲーションはGPSの実装において技術的に有利な応用である。自動車は安定した電源が供給でき、GPS用アンテナを良い位置に設置できる。携帯電話と比較して大型の装置が搭載できるため、詳細な地図情報を内蔵できる。
また、速度規制取り締まりやシートベルト着装取り締まり等を頻繁に行っている場所の緯度・経度をデータとして持ち、その近辺で警告を発する機器も存在する（レーダー探知機の項を参照）。

### 航空宇宙分野
航空
GPSやGLONASSなどの位置情報を航空機にも使用することが促進されている。
従来の航空機航法は、VOR・DMEなどの地上航法支援施設を用い、いわば電波の灯台への方位・距離を測定して現在位置を知る方法だった。これに対し、衛星が4個以上見えていればある程度の精度で絶対位置がわかるGPSは、航空機向けの測位方式であるとも言える。
しかしながらGPS信号をそのまま航空航法に使用するには、測位の安全性・信頼性・精度等に問題がある。具体的には、低高度、特に精度がもっとも必要とされる着陸寸前の地形による遮蔽・マルチパス、機体の姿勢変更に伴いロックした衛星（測位に用いている衛星）が変化すること、一般にGPSによる測位では航空機にとって重要な高度方向の精度が緯度・経度方向の精度より低いこと（ただしこれは計算方法にもよる）、ジェット機などは高速移動するためドップラーシフト・衛星コンステレーションの時間的変化が無視できないこと、などである。
ただし、大型機ではINS（慣性航法装置）や従来の測位方式などと併用すること、小型機ではVFR（有視界飛行方式）が主であることなどから、実際の運用では（制度上は認められていないものの）機長判断の参考として用いられている場合が多かった。
こういった流れを受けて、また近年では航空機運航の高密度化により定められた航空路以外の経路を飛ぶための一手段として、GPS情報を航法に利用することが国際民間航空機関（ICAO）や国土交通省航空局（JCAB）でも検討されてきた。その成果として日本では、一部の空港の離着陸手順においてRNAV (GPS) 航法の実施が2007年9月27日より開始された。航空機はウェイポイントとよばれる架空の点を結ぶ線を経路とするように飛行する。従来のVOR/DME航法では、VOR/DMEの位置、あるいは1つまたは2つのVOR/DMEから一定の方位角・距離にある架空の点をウェイポイントとしていた。これに対しRNAV航法では、地上施設に拠らない自由な点をウェイポイントとして定めることができるため、飛行経路の短縮による運航時間の短縮、燃費の節約などが見込まれる。
航空機での精度向上を一次目的とした、静止衛星型衛星航法補強システム（SBAS: Satellite Based Augmentation System）の運用が以下の各国で開始され、あるいは計画されている。
- 米国：WAAS（Wide Area Augmentation System）
- 中国：CNSS（Compass Navigation Satellite System）
- ロシア：SDCM（System for Differential Corrections and Monitoring）
- 欧州：EGNOS（European Geostationary Navigation Overlay Service）
- インド：GAGAN
- 日本：MSAS（MTSAT-based Satellite Augmentation System）

SBASでは、GPS衛星の補正情報（特に高度情報の補正）や信頼性情報を送信し、またSBAS衛星自体も測位のためのひとつの衛星として働く。さらにSBAS衛星は静止軌道にあるため、中〜低緯度地方では天頂に近い高仰角でみえているのも有利な点である（北緯35度では仰角55度）。航空以外の分野でも、例えばビル街でのカーナビの精度向上にも役立つと考えられている。SBASを補助情報として用いることができるGPS受信機はすでにSBAS対応（WAAS対応）受信機として広く普及し始めている。
日本のMSASについては、航空機でのRNAV運用に伴い、2007年9月27日から試験信号フラグ（MT0）が運用モード（MT2）となり、正式に供用開始となった。ただし初期のWAAS対応機など一部のSBAS対応受信機では、MSASの衛星番号を設定・処理できないため測位に利用できないものがある。
航空航法にあっては、用途によって最低精度が定められていることがある。GPS衛星の配置や運用停止などの都合上、飛行中に航法が求める精度を満足できない空域がある場合は、その空域にてGPSを航法に用いることができない。そのような空域や時間帯を飛行前ないしは飛行中に予測することをRAIM予測と言う。RAIM予測の結果GPSに依存する航法が使用できない場合は、VORなどの他の航法に切り替える必要がある。
宇宙
宇宙船及び人工衛星は、低軌道から静止軌道までの地球軌道で、姿勢制御（ACS）にGPSを利用している。

### 科学技術分野
科学技術分野では、もちろん国土の形状を明らかにしたり、cm単位で地球の動きを知り地震予知に役立てるなどの、いわばGPS本来の用途のほかに、トラッキングや時刻の高精度同期などにも利用されている。
大型の渡り鳥にGPS発信機を装着して、その渡りの過程を追跡することに利用されている。山階鳥類研究所は絶滅が危惧されているアホウドリの繁殖活動を行っており、その一環として伊豆諸島の鳥島で生まれたアホウドリを聟島へ移住させて繁殖地の拡大を図っているが、そのうちの7羽にGPS発信機を装着してその後の足取りを追跡した。その中の1羽がカムチャッカ半島、アリューシャン列島、アラスカ湾、カナダ西海岸を経由してアメリカ・カリフォルニア州のサンフランシスコ沖に辿り着いていることが人工衛星による追跡で判明し、現地での写真撮影によりその個体が確認された。アホウドリの2万km以上におよぶ渡りの経路の詳細がGPSの技術により明らかになった。また、同じく追跡が困難な海洋生物にも装着して研究に役立てている。
このほか、位置が既知の基地局で高精度にGPS測位を行い、その誤差情報からGPS電波伝播経路の大気の状態を知るGPS気象学なども実用化を目指して研究されている。

#### 時刻の取得
GPS衛星搭載の原子時計からの時計情報も、科学分野を中心に広く活用されている。GPSの時計情報はGPS衛星に搭載されている原子時計の精度とほぼ一致し、クォーツ時計の精度よりもはるかに高い。そのため、野外で正確な時刻を知る必要がある場合や、複数点で時計情報を高精度で一致させる（同期する）ために用いられる。
GPS本来の目的である位置決定とは異なる利用法であるが、特に地球科学や土木工学分野に大きな効果を与えている。地震を監視し震源を高精度に決定するためには、広範囲に多数設置された地震計すべての時計を秒未満の精度で一致させ、かつ数ヶ月から数年間にわたりその状態を維持する必要がある。そのために従来はJJYを同時に記録し時刻を記録していたり、各地震計に原子時計を接続する必要があり、費用負担が大きかった。しかしGPS受信機を接続することにより、GPS衛星からもたらされる高精度の時計情報を受信できるようになったため、すべての地震計を容易に時刻同期させることが可能となった。
コンピュータの時刻をインターネットで高精度に同期させるプロトコルであるNTPサーバでは、大元となる超高精度のサーバ（stratum 0）は従来、構築が容易ではなかったが、GPS受信機との接続により、比較的容易にstratum 0サーバを構築できるようになった。この目的においてGPS受信機を使用する場合、時刻の同期成立時に1PPS(正確に1秒毎に発生するパルス)信号を生じる受信機を使用し、NTPサーバ本体の時刻をGPS受信機に同期させる実装が多い。

### 防犯
窃盗や誘拐の特定の物や人物に対する犯罪を防止するために、GPSが活用されている。例えば、建設機械は高価な機械で野外に置いてあり、しかも開発途上国で需要が高いため、先進国で窃盗されることが多いが、製造企業がGPSで現在位置を報告する装置を一台ごとに組み込んだところ、窃盗された建機の位置を特定し、犯人が検挙された事例が報道され、建機の窃盗が減っている。
また、児童に対する犯罪が社会的関心が高まる中で、保護者が児童の位置を管理し、誘拐など犯罪を防止するために、GPS付の携帯端末が販売されており、一部の携帯端末（mamorino等）は警備会社と提携して、問題行動があれば保護者に代わりに即応できる体制のサービスも提供されている。その応用で、GPS携帯端末を徘徊行動をする認知症患者や、一人暮らしもしくは持病のある高齢の親に持たせて、何かあった場合に位置を確認して親族が保護したり、警備員が駆けつけるサービス を利用して保護している家庭もある。それ以外に重要なモノを管理するために活用したり、児童や高齢者同様、成年男性や女性の居場所を探すために利用されている。しかし、これらの機能がストーカー犯罪に悪用されている事件も発生している。
性犯罪者の再犯を防止するための電子監視が、アメリカ合衆国や、イギリス、フランスなどヨーロッパや大韓民国で既に導入されており、日本でも導入の検討がなされているが、人権蹂躙という指摘もある。
2006年6月、警察庁は全国の警察に通達した運用要領の中で、GPSを使用した犯罪捜査実施状況を容疑者に伝えず、捜査書類にも記載しないなどと明記し、秘密保持の徹底を求めていたことが報道された。この中で、GPSを仕様した捜査の具体的な実施状況については、文書管理を含めて秘密保持を徹底することとし、「容疑者の取り調べではGPSを用いたことを明らかにしない」「捜査書類にはGPSの存在を推知させるような記載をしない」「事件広報の際はGPSを使用した捜査を実施したことを公にしない」ことを厳命していた。
2023年5月10日、保釈された被告にGPS搭載端末を装着できる制度の新設を盛り込んだ改正刑事訴訟法が参議院本会議で可決、成立した。カルロス・ゴーン被告のレバノン逃亡事件を受けた措置で目的は海外逃亡防止に絞られており、実際の運用は限定的になる見込み。

### 軍事用途
勿論、本来の目的である軍事用途においてもGPSは活用されている。湾岸戦争やイラク戦争では、アメリカ軍の地上部隊はGPSのおかげで、何の目印もない広大な砂漠での正確な進軍を可能にした。誘導爆弾もGPSを利用したタイプ（JDAMや、M982 エクスカリバーなど）が登場し、安価でレーザーによる誘導操作が不要である反面、命中精度でレーザーなどに劣る事や標的座標エラーによる誤爆の危険がつきまとう問題点がある。また無人航空機（ドローン）の自律運用においても大きな役割を果たしている。

### 高周波信号の生成
従来水晶振動子を用いて生成していたPLLの基準信号をGPSの受信信号に置き換えることにより、PLLの要素機能をほぼそのまま流用しながら、GPS信号とほぼ同等の精度および安定性を持つ高周波信号の発振回路を作ることが出来る。このような回路はGPSDOと呼ばれ、基準信号であるGPS信号と同じく時刻および周波数基準に使用されたり、QRSS等の超狭帯域無線通信(おおむね数Hz以下)の信号生成に用いられる。GPSの受信信号としては、時刻同期時に得られる1PPS信号を用いることが多い。
携帯電話（CDMA2000・WiMAX・TD-LTE）やPHSの基地局では、基地局間の同期にGPSタイミング基準信号（1PPS信号）を利用することが規格で定められている。これらの用途では、GPS由来の高精度の周波数が、周波数やサブキャリアの正確な分割に不可欠となっている。

### 移動を想定しない利用
GPSは現在地を明確にする場合に用いられることが多いため、移動する機器に装着されているが、以下に示す例はその逆である。

#### 国土地理院による定点観測
国土地理院は、日本列島のあらゆる地点にGPSを定期的に受信する電子基準点を設置し、地殻の変化を3次元的に詳細に観測することができる。2011年の東北地方太平洋沖地震（東日本大震災）では、1メートル以上の地盤沈降や、5メートル以上の水平移動が観測されている。　

## GPSにまつわる誤解
以下の言説は、すべて誤解である。
- GPS衛星はGPS受信機（カーナビ等）に直接その受信機がいる座標値 (x, y, z) を教えている。
- GPS衛星がカーナビのルートを作成している。
- GPS衛星はGPS受信機の位置を逆探知できる。
- GPS衛星とGPS受信機が相互に通信をしている。
- GPS信号によって方位も決定している。(ただし、GPSコンパスを実装している製品を除く)
- 運送荷物の追跡システムは、荷物のどこかにGPS発信機が内蔵されている。販売者が追跡できる。

「GPS信号」とはGPS衛星が発している電波のことであり、受信機が発する信号は「GPS情報」である。
GPS衛星は、地球に向けて時報と発信元衛星の天体暦（軌道）情報を発しているのみの衛星である。GPS受信機はGPS衛星からの電波を受信して、GPS衛星それぞれとの距離を算出しているに過ぎない。
また、方位についてはGPSコンパスと呼ばれるような機能によって、ある程度離した二つ以上のアンテナによって受信したGPSの位相信号と、そのアンテナたちの相対的な位置関係から方位を算出することができる。しかし、その機能を実装していない多くの製品においては、ジャイロ機構や方位コンパスを使用していない場合、静止している受信機器の向いている方位を知ることはできない。なお、進行方向については移動しながら累積した複数の位置座標から、ある程度求める事が出来る。
GPS受信機は、基本的に送信機を保有していないため、位置情報をGPS衛星に通知するのは原理上そもそも不可能である。つまり、「GPS受信機は受信するだけ、GPS衛星は送信するだけ」なのである。映画等で見られる「超小型GPS」と扱われるものは、その受信したGPS信号を何かしらの形で送信する機能まで有している必要があり、正確な位置を測位するには、上方から見やすい箇所に設置しなければならない。車両下部や梱包荷物内に取り付けたりすることは理想的ではなく、また建物内では窓等からのGPS信号を受信し、障害物の乱反射によって位置精度は大きく落ちてしまう。また、地下での測位はGPSだけでは不可能である。電波強度と衛星数の問題なので、受信機が小型高性能化しても解決できない。
日本の航空運送事業者の旅客機の機内では、GPS受信機の使用制限はない が、多くのGPS受信機は通信機器を併用しているため注意が必要である。
この誤解の元となった技術に、運輸業などの車両位置監視システムや、児童・徘徊老人のセキュリティシステムなどがあるが、これらではGPS受信機の位置情報を外部に通知するために、携帯電話回線等による別回線での通信を行っている。運輸される荷物にGPS受信器が装着されていることはなく、該当する荷物を搭載しているトラックの位置情報が提供されている。
2008年2月5日に岡山市で現金自動預け払い機（ATM）が盗まれた事件では、事件発生後約45分でGPSによって盗難ATMを発見するという成果を挙げている。この事例でも、機器に組み込まれた携帯電話モジュールで、警備会社への位置情報を通報をしていた。

## 各国の衛星航法システム

### 概要
GPSは、元来は米軍の軍用システムであり、米国政府の支配下にある。そのため、精度や可用性その他について、また他国や民間における利用に対して、種々の制限を受ける事が過去にもあり、また将来的にも有り得る。そのため、米国のシステム依存からの独立や、自身の利益に適合させる目的で、各国でも独自のシステムを保有、運用しようとする動きがみられる。
それでもGPSは、2010年台において世界中で最も普及している衛星航法システムであり、マルチGNSSを採用した利用者受信機でも、"GPS"が衛星測位システムの代名詞的に総称される場合もある。

#### GNSSとしての一般化
各国でもGPSと同様、類似したシステムを運用開始している事から、従来GPSが独占してきた分野および用語は、「全地球衛星測位システム、全地球衛星航法システム（GNSS：Global Navigation Satellite System）」として一般化される事となった。
また、全地球にかぎらず日本の準天頂衛星システム（QZSS）、インドのインド地域航法衛星システム（IRNSS）などの地球的地域限定のシステムも構築されており、これらは全地球型システムと組み合わせて使用する事を想定している。
2020年頃までには代表的なGNSS（GPS、GLONASS、ガリレオ、北斗/Compass）がいずれも全地球的運用開始が見込まれる事から、「マルチGNSS」対応の受信機も開発、利用されている。2015年前後のスマートフォンはGPS/GLONASSマルチ対応の物が多い。
なお以下に列挙する各国のGNSSのほかにも、ナイジェリア、トルコなどにも他の衛星ナビゲーションシステムの開発の動きがある。

### 中国
北斗1は、3機の衛星で構成される実験的な衛星測位システムで、中華人民共和国周辺でのみ使用された。その後、北斗2と北斗3が構築され、35機の衛星で構成される全地球航法衛星システムとなった。

### ロシア連邦
旧ソ連は米国との対抗上、GPSと同様のGLONASS（グロナス）を構築しようとしたが必要な衛星を全て打上げる前にソ連が崩壊してしまい、予算の縮小から衛星打ち上げが頓挫した。ロシアになってから計画が再開され、2005年には再開後初の衛星を打ち上げ、2010年までに24基の衛星を打ち上げる予定とされる。2011年には全世界で測位可能となり、現在は測位精度を高めるためにGLONASSとGPSを併用する受信機が登場している（GLONASS#受信機も参照のこと）。

### 欧州連合
GPSを使用する上で米国に頼ることを嫌ったEUは独自のGalileo（ガリレオ）を計画、中華人民共和国も計画に参加している（後に離脱）。2005年にはロシアのソユーズロケットを用いて最初のジオベ衛星を打ち上げた。2016年末に全地球運用開始。

### インド
IRNSSシステムは、7機の衛星と地上局から構成される。7機のうち3機の衛星は、それぞれ東経34度、83度、132度の静止軌道に配置される予定で。残り4機のうち2機（IRNSS-1A、IRNSS-1B）は軌道傾斜角29度を有する東経55度の静止軌道へ配置される。残り2機は軌道傾斜角29度を有する東経111度の軌道へ配置される予定。

### 日本
準天頂衛星システムQuasi-Zenith Satellite System（QZSS）は日本で構築された4機の衛星が交代で待機するシステムでGPSを補完する。
2010年9月11日に技術実証のための準天頂衛星初号機みちびき（QZS-1）が打ち上げられた。その後2017年に2,3,4号機が打ち上げられ、2018年11月1日にサービスを開始した。
2025年度末までに衛星を更に3機追加し、7機体制での運用を行う予定。